# Ruta 927 (Costa Rica)
La Ruta 927, oficialmente Ruta Nacional Terciaria 927, es una ruta nacional de Costa Rica ubicada en la provincia de Guanacaste.

## Descripción
En la provincia de Guanacaste, la ruta atraviesa el cantón de Cañas (el distrito de Palmira), el cantón de Tilarán (los distritos de Santa Rosa, Tierras Morenas).